# Sala rossa (pronto soccorso)
La sala rossa (chiamata anche area rossa o shock room) è un'area del Dipartimento d'Emergenza e Accettazione (DEA), evoluzione del pronto soccorso, dotata di apparecchiature tecnologicamente avanzate e dedicata al trattamento dei pazienti particolarmente critici, e che quindi accedono al DEA con codici ad elevata priorità, tipicamente in codice "rosso".
In questa categoria rientrano tutti i pazienti con significative alterazioni dei parametri vitali, come ad esempio quelli che hanno subito un politrauma o che sono colpiti da sindromi acute come un infarto miocardico, un ictus, una insufficienza respiratoria o ancora un arresto cardio-circolatorio.